# Georg Bartisch
Georg Bartisch (Königsbrück, 1535 – Dresda, 1607) è stato un oculista tedesco.

## Biografia
All'età di tredici anni iniziò la carriera medica come apprendista per un cerusico e per gran parte della sua vita Bartisch fu un chirurgo itinerante. Alla fine si stabilì a Dresda e nel 1588 diventò oculista di corte del duca Augusto I di Sassonia.
Anche se Bartisch non studiò oftalmologia, fu considerato uno dei più bravi oculisti del tempo. È noto per la sua produzione del primo manoscritto rinascimentale sui disturbi oftalmici e sulla chirurgia oculare, Ophthalmodouleia Das ist Augendienst, pubblicato nel 1583. Bartisch è anche ricordato per il suo lavoro in litotomia, per la rimozione dei calcoli urinari.

## Opere
Ophthalmodouleia (1583)